# Cercle antarctique

Carte de l'Antarctique indiquant le cercle antarctique en tirets bleus.

Bien que non fixé et se déplaçant vers le sud de quelque 14,5 m par an, le cercle antarctique est l'un des cinq parallèles principaux indiqués (approximativement) sur les cartes terrestres. Il s'agissait, au 1er janvier 2025, 0 h TU, du parallèle de latitude sud 66° 33′ 41,751″, selon la formule de long terme de Laskar et en tenant compte de la nutation en obliquité de +8,504″ à 0 h TU à cette même date. C'est, dans l'hémisphère sud, la latitude la plus au nord sur laquelle il est possible d'observer le soleil de minuit. Le cercle antarctique a été traversé pour la première fois le 17 janvier 1773 par l'explorateur britannique James Cook.

## Définition
Le cercle antarctique marque la limite nord du jour polaire lors du solstice de décembre et de la nuit polaire lors du solstice de juin. Au-delà du cercle antarctique, le Soleil reste au-dessus de l'horizon pendant au moins vingt-quatre heures consécutives au moins une fois dans l'année (soleil de minuit). Réciproquement, le Soleil reste en dessous de l'horizon pendant au moins vingt-quatre heures consécutives une autre fois dans l'année.
En fait, à cause de la réfraction et parce que le Soleil apparaît comme un disque et non pas comme un point, une partie du Soleil de minuit peut être perçue la nuit du solstice de décembre jusqu'à 50' (93 km) au nord du cercle antarctique (de même, lors du solstice de juin, une partie du Soleil est visible jusqu'à 50' au sud du cercle antarctique). Cela n'est cependant vrai qu'au niveau de la mer : s'élever en altitude augmente ces valeurs. À raison de 44,404 km par degré, le cercle polaire antarctique a une circonférence totale de 15 985 km.

## Position
La position du cercle antarctique est déterminée par l'inclinaison de l'axe de rotation de la Terre par rapport à l'écliptique. Cet angle n'est pas constant et suit des cycles de périodes diverses. À cause de la nutation en obliquité, l'inclinaison oscille sur une période de quelque 18,6 ans. Le cycle principal possède une période d'environ 41 000 ans et une amplitude de 2,4619°, soit  273,59 km le long d'un méridien à la surface du globe. 

Au 1er janvier 2025, l'inclinaison moyenne (sans tenir compte de la nutation en obliquité) diminue d'environ 0,469″ (as, seconde d’arc) en 365 jours, soit 1,2849 mas (milliseconde d‘arc) par jour, de sorte que le cercle antarctique se déplace vers le sud, en moyenne (donc sans tenir compte de la nutation en obliquité), d'environ 14,47 m par an, soit 3,97 cm par jour[réf. nécessaire].

## Terres traversées
Le cercle antarctique est quasiment intégralement situé sur les océans Atlantique, Indien et Pacifique et délimite de façon approximative la forme du continent Antarctique. Il coupe cependant celui-ci en plusieurs endroits, en partant de 0° de longitude et en se dirigeant vers l'est :
- la terre d'Enderby ;
- la terre de Wilkes (la côte du continent suit plus ou moins le cercle antarctique sur près de 50° de longitude) ;
- la péninsule Antarctique.

Le cercle Antarctique traverse aussi les îles Balleny et passe très près de l'île Borradaile, dans le chenal de huit kilomètres de large entre les îles Young et Buckle.